# NGC 6628
NGC 6628 est une galaxie lenticulaire située dans la constellation d'Hercule. Sa vitesse par rapport au fond diffus cosmologique est de 4 323 ± 23 km/s, ce qui correspond à une distance de Hubble de 63,8 ± 4,5 Mpc (∼208 millions d'al). NGC 6628 a été découverte par l'astronome allemand Albert Marth en 1864.

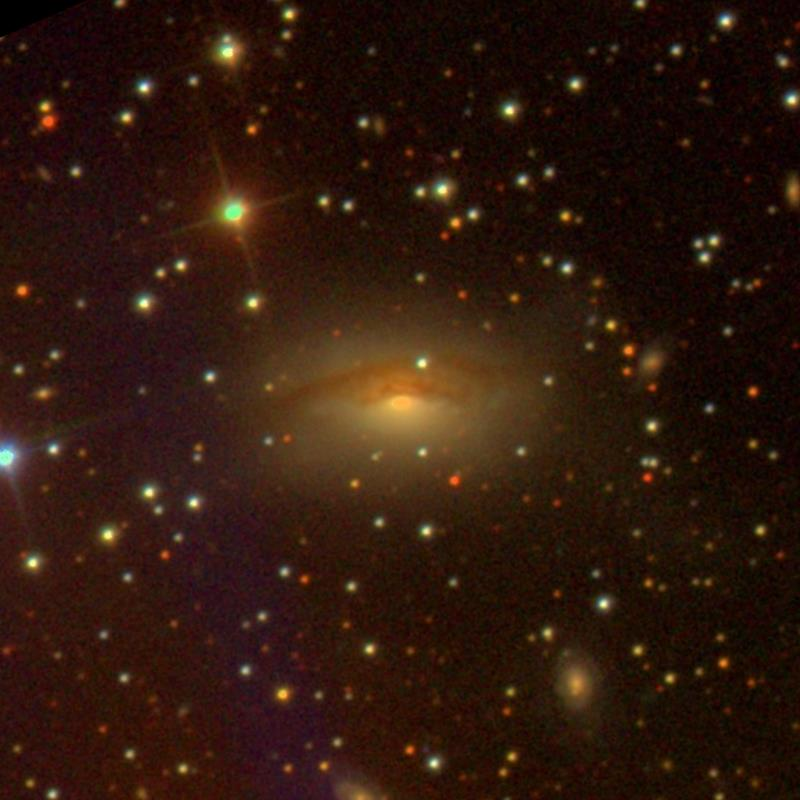
NGC 6628 par le relevé SDSS.

NGC 6628 présente une large raie HI.